# Festival d'Atenes
El Festival d'Atenes - Festival d'Epidaure és un esdeveniment anual de les arts que se celebra a diversos locals d'Atenes i Epidaure, del mes de maig a octubre. És un dels festivals més prestigiosos de Grècia. Inclou activitats culturals musicals, teatrals i d'altres com la publicació de llibres i revistes.
El festival està organitzat per l'empresa Festival Hel·lènic SA i a partir de l'any 2007 supervisat pels Ministeris de Cultura i d'Economia i Finances de Grècia.
Es va fundar el 1955, quan el director de teatre Dinos Giannopoulos va ser convocat pel ministre de la Presidència Georges Rallis —del govern d’Alexandros Papagos. Per a la seva inauguració, es va comptar amb l'actuació de l'Orquestra Filharmònica de Nova York dirigida per Dimitri Mitropoulos.
El president de la Junta de Directors del festival és Yorgos Loukos.

## Llocs d'actuació
Algunes seus d'actuació:
- Museu Nacional d'Art Contemporàni d'Atenes
- Museu d'Art Ciclàdic
- Odèon d'Herodes Àtic
- Sala de Concerts d'Atenes
- Technopolis
- Escola Francesa d'Atenes
- Museu Benaki (Annex, carrer Pireos)
- Teatre d'Epidaure